# Diócesis de Tshilomba
La diócesis de Tshilomba (en latín: Dioecesis Tshilombana y en francés: Diocèse de Tshilomba) es una circunscripción eclesiástica de la Iglesia católica en la República Democrática del Congo. Se trata de una diócesis latina, sufragánea de la arquidiócesis de Kananga. Desde el 25 de marzo de 2022 su obispo es Sebastien Kenda Ntumba.

## Territorio y organización
La diócesis tiene 11 747 km² y extiende su jurisdicción sobre los fieles católicos de rito latino residentes en la parte oriental de Luiza, incluidas las ciudades de Tshilomba y Mwene-Ditu, las colectividades Katshisungu, Kanincin y Mulundu, y el sector Kanda-Kanda, en la provincia de Lomami.
La sede de la diócesis se encuentra en la ciudad de Tshilomba, en donde se halla la Catedral de Santiago.
En 2022 en la diócesis existían 27 parroquias.

## Historia

### Diócesis
El 25 de marzo de 2022 el papa Francisco, mediante una bula pontificia erigió la diócesis de Tshilomba, como un desprendimiento de la diócesis de Luiza.

### Obispo
El primer y actual obispo es Sebastien Kenda Ntumba, elegido al mismo tiempo de la erección de la diócesis.

## Estadísticas
Según el Boletín diario de la Santa Sede que anunció la erección de la diócesis, tenía en 2022 un total de 792 000 fieles bautizados.
| Año                 | Población            | Población | Población      | Sacerdotes | Sacerdotes    | Sacerdotes    | Bautizados por sacerdote | Diáconos permanentes | Religiosos | Religiosos | Parroquias |
| Año                 | Bautizados católicos | Total     | % de católicos | Total      | Clero secular | Clero regular | Bautizados por sacerdote | Diáconos permanentes | Varones    | Mujeres    | Parroquias |
| ------------------- | -------------------- | --------- | -------------- | ---------- | ------------- | ------------- | ------------------------ | -------------------- | ---------- | ---------- | ---------- |
| 2022                | 792 000              | 1 320 000 | 60.0           | 76         | 76            |               | 10 421                   | 4                    | 6          | 233        | 27         |
| Fuente: Bollettino. |                      |           |                |            |               |               |                          |                      |            |            |            |

## Episcopologio
| Foto | Escudo | Titular                | Período             | Período | Fin del cargo (razón) |
| Foto | Escudo | Titular                | Inicio              | Fin     | Fin del cargo (razón) |
| ---- | ------ | ---------------------- | ------------------- | ------- | --------------------- |
|      |        | Sebastien Kenda Ntumba | 25 de marzo de 2022 |         |                       |